# Ezequiel Calvente
Ezequiel Calvente Criado (Melilla, 12 januari 1991) is een Spaans voetballer die doorgaans speelt als rechtsbuiten. In juli 2024 verliet hij Huétor Tájar.

## Clubcarrière
Al vroeg begon Calvente, geboren in Melilla, met spelen in de jeugdopleiding van Real Betis, waarvoor hij zijn debuut maakte als invaller in een 4-1-overwinning op Granada. Drie dagen later stond hij voor het eerst in de basis; in de Copa del Rey tegen Salamanca. De dag daarna tekende hij een profcontract voor de Spaanse club, wat hem tot medio 2014 bij de club zou houden. Op 30 januari 2012 werd de vleugelaanvaller verhuurd aan Sabadell. Na een niet erg succesvolle proefperiode bij Borussia Mönchengladbach, werd Calvete in juli van dat jaar verhuurd aan het eveneens Duitse SC Freiburg, dat hem permanent kon overnemen aan het einde van het seizoen. Het koos er echter voor deze clausule niet in werking te stellen. In de zomer van 2013 werd besloten Calvente te verhuren aan Recreativo Huelva, waar hij voornamelijk als invaller gehaald werd.
In januari 2015 daar stapte hij over naar Penafiel. Na een half jaar vertrok Calvente naar Hongarije, waar hij zijn handtekening zette onder een verbintenis voor de duur van twee seizoenen bij Békéscsaba. In het seizoen 2015/16 speelde de Spanjaard zesentwintig competitiewedstrijden, waarin hij drie keer tot scoren kwam. In de zomer van 2016 werd Calvente op huurbasis overgenomen door Szombathely. Een jaar later liet hij Békéscsaba achter zich. In de zomer van 2018 vond Calvente in Debrecen een nieuwe club. Hier ging hij binnen een half seizoen weer weg. Na een jaar zonder club te hebben gezeten, keerde Calvente eind 2019 terug naar Spanje, waar hij voor Ceuta tekende. Na periodes bij Eldense en Real Jaén tekende Calvente in augustus 2021 voor Arenas Armilla. Medio 2023 verkaste hij naar Huétor Tájar.